# Yuracaré
Cet article concerne le peuple yuracaré. Pour la langue yuracaré, voir yuracaré (langue).
Population amérindienne de langue isolée des basses-terres boliviennes, les Yuracaré (Yuracare, Yurakaré, Yurujure) résident pour la majeure partie d'entre eux, dans les départements du Beni et de Cochabamba dans trois TCO (Territorio comunitario de origen ou « Territoire communautaire d'origine ») selon le label officiel retenu par la législation bolivienne.
Une partie des Yuracaré occupe le TCO "Yuracaré" le long du río Chaparé, certains le TCO "Yuqui-CIRI", le long des berges du Chimoré et de l'Ichilo, tandis que d'autres se trouvent dans le Parc national et territoire indigène Isiboro-Secure (TIPNIS). La population yuracaré comprise dans ces territoires et ailleurs avoisine aujourd'hui 3500 personnes. On peut estimer que plus de 50 % des Yuracaré pratiquent ou connaissent le yuracaré, mais le nombre de locuteurs est néanmoins en forte régression.